# Nemška cerkev, Stockholm
Nemška cerkev (nemško Deutsche Kirche [ˈdɔʏtʃə kɪʁçə]; švedsko Tyska kyrkan [ˈtʏ̌sːka ˈɕʏ̂rːkan]), včasih imenovana cerkev sv. Gertrude (švedsko Sankta Gertruds kyrka), je cerkev v Gamla stanu, starem mestnem jedru v osrednjem Stockholmu na Švedskem, ki pripada nemški župniji sv. Gertrude Švedske cerkve.
Stoji med ulicami Tyska Brinken, Kindstugatan, Svartmangatan in Prästgatan, ime pa je dobila po tem, da stoji v središču soseske, v kateri so v srednjem veku prevladovali Nemci. Cerkev, uradno imenovana Sankta Gertrud, je posvečena sveti Gertrudi (626–659), opatinji benediktinskega samostana Nivelles v današnji Belgiji in zavetnici popotnikov.

## Zgodovina
Nemški ceh sv. Gertrude je bil ustanovljen na mestu sedanje cerkve v 14. stoletju. Čeprav so ceh ustanovili nemški trgovci, so bili njihovi švedski kolegi pogosto vabljeni k sodelovanju pri njegovih dejavnostih. Na primer, kralj Karel VIII. Švedski je bil leta 1448 izvoljen v stavbi ceha. Sedež ceha je bil od 1580-ih postopoma preurejen v cerkev. Med sodelujočimi arhitekti so bili Wilhelm Boy, flamski arhitekt kralja Erika III., Valonec Hubert de Besche in tudi Hans Jacob Kristler, arhitekt iz Strasbourga, ki je za Jacoba de la Gardieja zasnoval palačo Makalös v današnjem Kungsträdgårdenu.
Čeprav je bilo v srednjem veku v Stockholmu veliko nemških trgovcev in obrtnikov, niso imeli ločenega prostora za svoje verske obrede vse do leta 1558, ko jim je kralj Gustav Vasa dovolil, da izvajajo ločene obrede. Leta 1571 je kralj Ivan III. Švedski nemškim izseljencem v mestu dovolil ustanoviti ločeno župnijo, vključno s sklicem duhovnikov iz Nemčije, in tako je postala prva nemška cerkvena župnija zunaj Nemčije. Sprva je imela pridige v samostanu Greyfriars na Riddarholmenu (danes Riddarholmskyrkan), a se je v petih letih preselila v stavbo nemškega ceha, kjer je kralj prej dal zgraditi kapelo za finsko župnijo. Župniji sta si delili prostor, Nemci pa so skrbeli za vzdrževanje kapele in leta 1580 odprli tudi nemško šolo, ki se je kmalu preselila v Tysko Skolgränd in obstajala še do leta 1888.
Leta 1607 pa je kralj Karel IX. Švedski prostore prenesel izključno na Nemce. Hans Jakob Kristler je v letih 1638–1642 kapelo razširil v sedanjo dvoladijsko cerkev. V 17. stoletju je cerkev, medtem ko je zbor šole sodeloval na kraljevih koncertih, postala pomembno središče cerkvene glasbe na Švedskem. Kripta, katere gradnja se je začela leta 1716, a je bila prekinjena med letoma 1860 in 1992, je še vedno v uporabi župnije. Do leta 1800 se je nemška kongregacija zmanjšala na le 113 ljudi, leta 1878 pa je požar uničil stolp. Danes nemška župnija spada pod Švedsko cerkev, vendar kot tako imenovana neteritorialna župnija, katere približno 2000 članov je razporejenih po vsem Stockholmu. Bogoslužja v nemščini še vedno potekajo vsako nedeljo ob 11. uri, cerkev pa je odprta vsak dan poleti in ob vikendih pozimi.

## Zunanjost
Opečnati zvonik, bakreno prekrit, skupaj visok 96 metrov, je bil dokončana leta 1878 po načrtih Juliusa Carla Raschdorffa (1823–1914), arhitekta s sedežem v Berlinu. Za naročilo je izbral neogotske gargojle z grotesknimi živalmi, ki so v švedski arhitekturni zgodovini sicer nenavadne, a danes prepoznane kot »naravne značilnosti« starega mestnega jedra. Dovršen kariljon se nad starim mestnim jedrom sliši štirikrat na dan: ob 8. in 16. uri se igra psalm Nun danket alle Gott, opoldne in ob 20. uri pa psalm Hvalite Gospoda.
Nad severnimi vrati, obrnjenimi proti Tyska Brinken, je pozlačena podoba zavetnika in poziv Fürchtet Gott! Ehret den König! – »Boj se Boga! Spoštuj kralja!«. Ob vzhodnih vratih, obrnjenih proti Svartmangatanu, sta dve tabli s pozlačenimi napisi. Južni peščenjakov portal obdajata kipa Jezusa in Mojzesa, ki v kontekstu simbolizirata Novo in Staro zavezo, skupaj z Ljubeznijo, Upanjem in Vero. Kipa je v 1640-ih izklesal Jost Henne iz Vestfalije; kasneje je postal alderman mestnega ceha zidarjev.

## Notranjost
Notranjost je v baročnem slogu, velika okna pa jo preplavljajo s svetlobo, kar poudarja bele oboke in številne angelske glave. Vinske kleti prvotne cehovske stavbe so še vedno pod sedanjimi marmornimi tlemi. V atriju je okno s sv. Gertrudo, ki v eni roki drži kelih, v drugi pa model cerkve. Deset metrov visok oltar je ustvaril Markus Hebel, baročni mojster iz Neumünstra v Schleswig-Holsteinu.
Tako imenovano »kraljevo galerijo«, ki jo krasi monogram kralja Karla XI., je zasnoval Nikodem Tessin starejši. Do zelene in zlate strukture, ki je takrat stala na stebrih, ki so na videz viseli nad tlemi, je vodilo veličastno izrezljano stopnišče, ki so ga uporabljale generacije kraljevih družin, pogosto nemškega rodu, ki so se udeležile pridig. Na stropu je slika Davida Klöckerja Ehrenstrahla, rojenega v Hamburgu in člana nemške župnije. Spodnji del galerije je bil kasneje zastekljen in danes v njem je zakristija. Vsa poslikana okna so iz preloma stoletja, leta 1900. Južna okna verjetno pripovedujejo o prednostih predanega življenja. Ob vhodu je spominska plošča, ki spominja na restavratorja Petra Hinricha Fuhrmana (-1773), enega najpomembnejših donatorjev cerkve.

## Galerija
- Leva tabla pri vzhodnih vratih
- Dübenove orgle
- Vitraž z upodobitvijo družine, ki moli
- Pogled na cerkev iz zraka
- Vitraž z upodobitvijo Kristusovega vnebovzetja